# Pliușcivka, Baștanka
Pliușcivka (în ucraineană Плющівка) este localitatea de reședință a comunei Pliușcivka din raionul Baștanka, regiunea Mîkolaiiv, Ucraina.

## Demografie
Componența lingvistică a localității Pliușcivka
     Ucraineană (95,78%)
     Rusă (2,45%)
     Română (1,77%)
Conform recensământului din 2001, majoritatea populației localității Pliușcivka era vorbitoare de ucraineană (95,78%), existând în minoritate și vorbitori de rusă (2,45%) și română (1,77%).